# Пёстрый китайский фазан

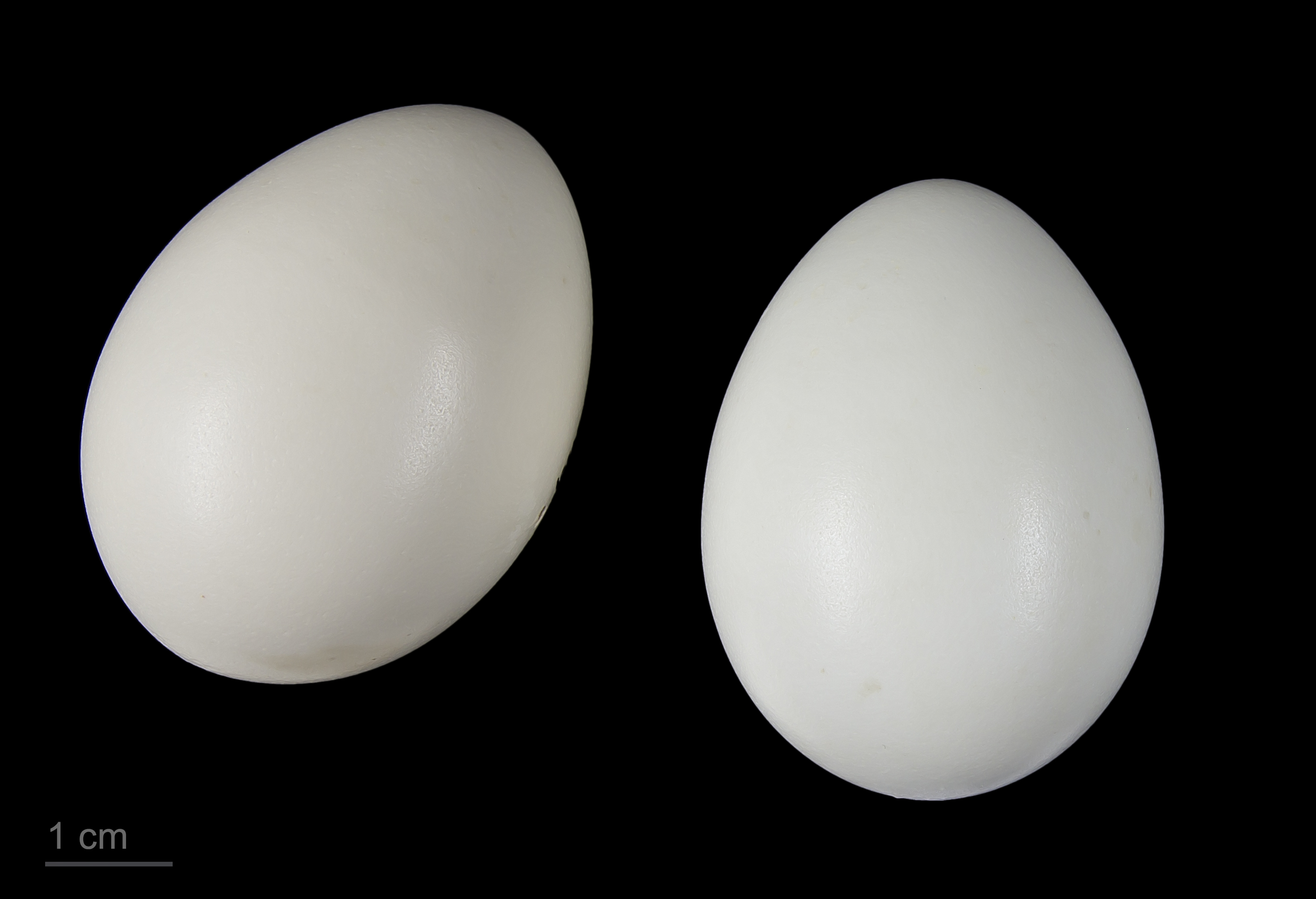
яйцо Syrmaticus reevesii - Тулузский музеум

Пёстрый китайский фазан (лат. Syrmaticus reevesii) — вид птиц семейства фазановых. Научное название дано в честь британского натуралиста Джона Ривза (1774—1856), который в 1831 году привёз в Европу первого живого самца этого вида.

## Описание
Длина самца (с хвостом) до 210 см, хвост длиной от 100 до 160 см, максимальная длина может достигать 173 см. Масса самца составляет до 1529 г. Длина самки до 150 см, хвост длиной от 35 до 46 см, масса около 950 г.
Оперение тёмно-коричневое. Голова чёрная с белой шапочкой и широким кольцом, проходящим от горла к затылку. Крылья светлые с чёрным окаймлением перьев, брюхо и нижняя часть груди чёрно-бурые. Хвост с чередующимися чёрными серебристо-серыми поперечными полосками, ноги свинцово-серые. Клюв светло-серый.

## Распространение
Распространён в горных лесах центральной и северо-восточной частях Китая на высоте от 300 до 1800 м над уровнем моря. Реже его можно встретить также в долинах или ущельях. Он предпочитает лиственные леса, преимущественно дубовые рощи с густой кроной и небольшим подлеском, а также хвойные леса и кустарник. Птицы используют для поиска корма также окраины пашен.

## Питание
Питание осенью и зимой состоит из желудей, плодов шиповника и плодов кизильника.

## Размножение
В кладке от 7 до 15 от желтоватого до бежевого цвета яиц длиной 46 мм и шириной 37 мм. Высиживание длится от 24 до 25 дней.
Способен в неволе спариваться с некоторыми видами фазанов и давать гибриды.